# Lannaskede-Myresjö kyrka
Lannaskede-Myresjö kyrka är en kyrkobyggnad mellan samhällena Landsbro och Myresjö i Växjö stift. Den har varit gemensam församlingskyrka för de båda församlingarna Lannaskede och Myresjö. Kyrkan ligger mitt på den gamla församlingsgränsen med altaret i Myresjö församling och vapenhuset i Lannaskede församling. Från kyrkan är det 2 kilometer till tätorten Landsbro och 2 kilometer till tätorten Myresjö.

## Kyrkobyggnaden
Lannaskede-Myresjö kyrka är byggd i sten med torn och smalare tresidigt kor. Långhuset är enskeppigt och försett med stora rundbågiga fönster. Predikstol på evangeliesidan. I tornet hänger tre klockor. I koret finns en glasmosaik av konstnären Arvid Wallinder i Nässjö.

## Historik
Kyrkan uppfördes som en gemensam kyrkobyggnad för Lannaskede och Myresjö församlingar. Byggmästare var Peter Johan Petersson från Göteryd. Sten för bygget hämtades från Hjälmåkra och från Broby Östergård. Sand togs i Myresjö. Kyrkan var klar att ta i bruk år 1879 och invigdes påföljande år.
År 1964 byggdes kyrkan om och fick sitt nuvarande utseende.

## Inventarier
En del inventarier har förts över från församlingarnas gamla kyrkor, till exempel:
- Kyrkkista från 1400-talet.
- Altartavla målad av Ludvig Frid.
- Mellanklockan från 1400-talet – tidigare storklocka i Lannaskede gamla kyrka.
- Storklockan och lillklockan, omgjutna på 1700-talet – hängde tidigare i Myresjö gamla kyrka.

Bland nyare inventarier märks:
- Altaruppsats i form av glasmosaik symboliserande Treenigheten. Mosaiken är utförd av konstnär Arvid Wallinder, Nässjö och inköptes 1964.

## Orgel
- 1878: Firma Åkerman & Lund, Stockholm, bygger en mekanisk orgel.
- 1964: Orgeln omdisponeras av firma Olof Hammarberg, Göteborg.

Disposition:
| Manual I          | Manual II                        | Pedal      | Koppel |
| Principal 8'      | Rörflöjt 8'                      | Subbas 16' | I/P    |
| Fleut harmonik 8' | Fleut octaviant 4'               | Pommer 4'  | II/P   |
| Gamba 8'          | Principal 2'                     |            | II/I   |
| Octava 4'         | Tertian II chor. 1 3/5' + 1 1/3' |            |        |
| Kvinta 2 2/3'     |                                  |            |        |
| Octava 2'         |                                  |            |        |
| Mixtur III chor.  |                                  |            |        |